# Silke Möller
Silke Möller (Stralsund, 1964. június 20. –) Európa- és világbajnok német atléta.

## Pályafutása
1983-ban tagja volt a helsinki világbajnokságon aranyérmes kelet-német négyszer százas váltónak. 1985-ben, egy Canberrában rendezett világkupafutamon új világrekordot állított fel a váltóval. A Sabine Günther, Marlies Göhr és Ingrid Auerswald társaként futott 41,37-es időeredmény máig megdöntetlen ebben a versenyszámban.
1987-ben két arany- és egy ezüstérmet szerzett a római világbajnokságon. Száz méteren honfitársa, Heike Drechsler, míg kétszáz méteren az amerikai Florence Griffith Joyner előtt lett bajnok. A váltóval második lett. Ebben az évben őt választották az év kelet-német sportolónőjének.
Pályafutása alatt mindössze egy olimpián vett részt. 1988-ban a szöuli olimpiai játékokon három versenyszámban indult. Százon már az elődöntőben kiesett, míg kétszáz méteren eljutott ugyan a döntőig, ott csupán ötödikként zárt. A váltóval megszerezte egyetlen olimpiai érmét, miután hazája váltójával második lett a négyszer százas számban.
1992-ben, Katrin Krabbe-el és Grit Breuerel együtt doppingolással vádolták meg. Nem sokkal a barcelonai olimpia előtt visszavonult.

## Egyéni legjobbjai
- 100 méteres síkfutás - 10,86 s (1987)
- 200 méteres síkfutás - 21,74 s (1987)